# Brent Cobb
Brent Cobb (nacido el 1 de agosto de 1986) es un cantautor y artista de música country estadounidense.Cobb ha lanzado cuatro álbumes de estudio y un EP.Su álbum más reciente, And Now, Let's Turn to Page..., fue lanzado el 28 de enero de 2022. Providence Canyon fue su segundo LP con Low Country Sound, un sello de Elektra.Su álbum anterior, Shine On Rainy Day, alcanzó el puesto 17 en la lista Billboard de Top Country Albumsy tuvo una nominación al Grammy 2018 por este mismo álbum.Cobb ha escrito canciones para otros artistas country, incluidos Luke Bryan, Kellie Pickler, Kenny Chesney, Miranda Lambert, Little Big Town, The Oak Ridge Boys y otros.

## Primeros años de vida
Cobb nació en Americus, Georgiapero se crio en la cercana ciudad de Ellaville.Su padre, Patrick Cobb, era técnico de electrodomésticos y tocaba en una banda de rock. Brent hizo su debut vocal a los 7 años cuando cantó "Don't Take the Girl" de Tim McGraw con la banda de su padre en una actuación en Richland, Georgia.
Cuando era adolescente, Cobb lideró una banda local llamada Mile Marker 5 que tuvo cierto éxito regional.A los 16 años, Cobb conoció a su primo, Dave Cobb, en un funeral familiar. Dave era un productor afincado en Los Ángeles y Brent le regaló una maqueta. Dave, junto con Shooter Jennings, llevaría más tarde a Brent a Los Ángeles para grabar su álbum debut, No Place Left to Leave.

## Carrera
Cobb grabó su álbum debut, No Place Left to Leave, en 2006 con su primo Dave mientras estaba en Los Ángeles. Sin embargo, después de algún tiempo regresó a Georgia.
La estrella del country Luke Bryan sugirió a Cobb que se mudara a Nashville, lo que hizo finalmente en 2008. Allí consiguió un contrato con Carnival Music Publishing.
Después de obtener su contrato como compositor, Cobb pasó a escribir gran cantidad de canciones para estrellas prominentes, como "Tailgate Blues" de Luke Bryan, "Grandpa's Farm" de David Nail y Frankie Ballard, "Rockaway" de Kellie Pickler, "Rockaway" de Kenny Chesney. "Don't It", "Old Sh!t" de Miranda Lambert, así como muchos otros artistas.

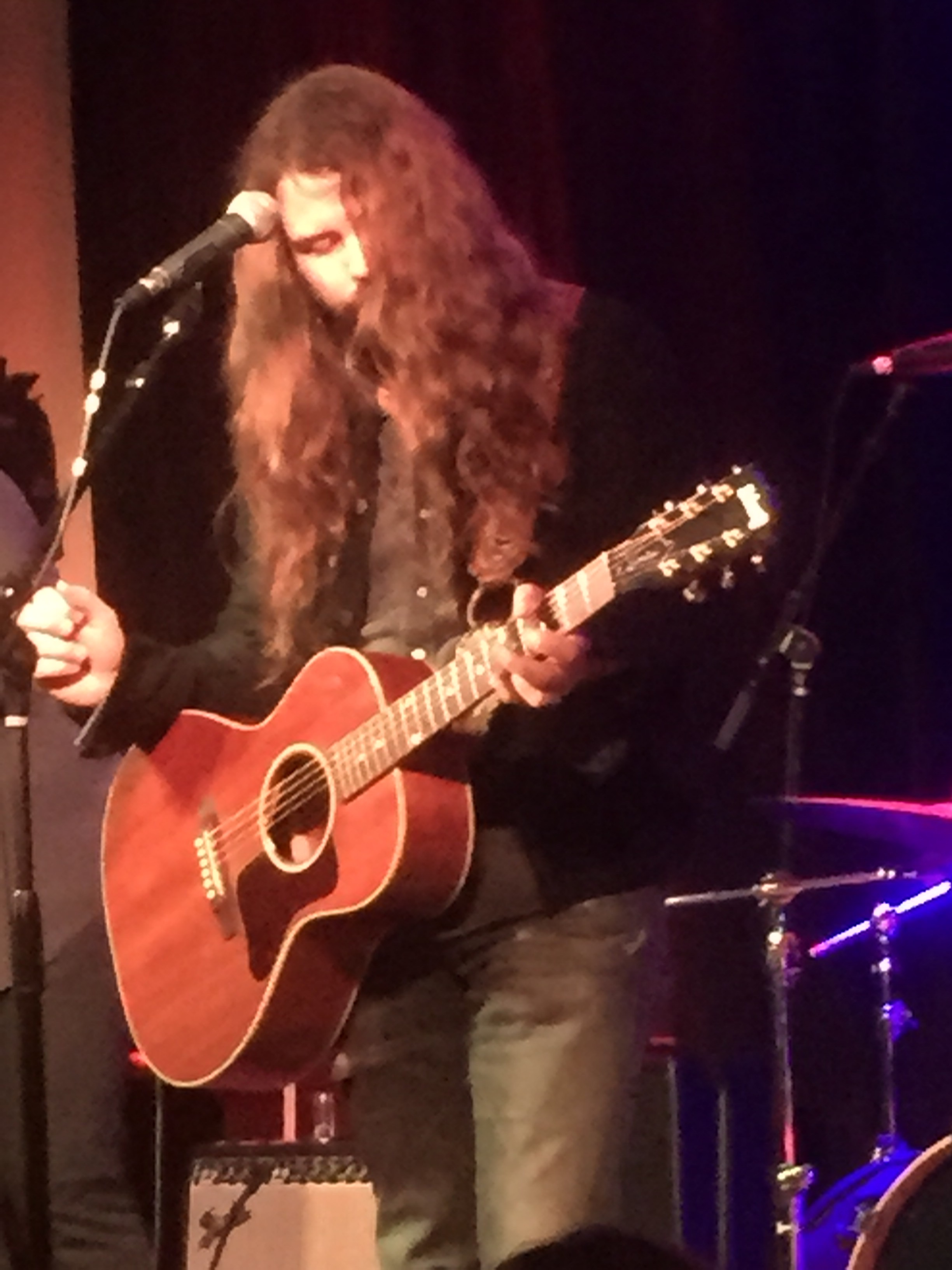
Brent Cobb tocando en el Americana Festival en 3rd & Lindsley.

Cobb lanzó un disco homónimo en 2012 y comenzó a actuar como telonero de estrellas reconocidas como Blake Shelton y Sara Evans, tocando alrededor de 120 conciertos por año.En 2016, su canción "Down Home" apareció en el álbum recopilatorio de Dave Cobb, Southern Family, junto con canciones de artistas como Miranda Lambert, Chris Stapleton y Zac Brown.
El 7 de octubre de 2016, el álbum debut de Cobb Shine On Rainy Day, fue lanzado por Elektra Records, Low Country Sound.El álbum alcanzó el puesto 17 en la lista Billboard de Top Country Albumsy en el número 5 en la lista Top Heatseekers.Cobb también tuvo una nominación al premio Grammy 2018 como Mejor Álbum en la categoría Americana por su trabajo en Shine On Rainy Day.
A lo largo de 2018, Cobb realizó una amplia gira de lanzamiento de su nuevo álbum LP de Low Country Sound llamado Providence Canyon, que se estrenó el 11 de mayo de 2018. Cobb también acompañó en las giras de otros grupos y cantantes como Chris Stapleton en su All-American Road Show Tour.

## Estilo de música
El estilo musical de Cobb ha sido descrito como "country obrero" con "inclinaciones al bluegrass".Algunos han notado que su sonido está más cerca de la música americana que de la música country contemporánea. Jon Freeman, de Nashville Scene, describió la voz de Cobb como "suave y dulce, con toques firmes de soul".Su voz ha sido comparada con la de Willie Nelson, Al Green,y Merle Haggard.Dave Cobb, quien produjo Shine On Rainy Day, describió el álbum como "pura música rural, country y llena de alma".
Líricamente, las canciones de Cobb a menudo detallan experiencias de la vida rural en un tono conversacionaly "la influencia de su crianza sureña se entreteje en casi cada nota y línea".Al escribir para Billboard, Elias Leight señaló que Cobb es "un narrador relajado, tolerante incluso cuando está desamparado".

## Discografía

### Álbumes de estudio
| Título                                                 | Detalles del álbum                                                                                               | Posiciones pico en el gráfico | Posiciones pico en el gráfico | Posiciones pico en el gráfico | Ventas                  |
| Título                                                 | Detalles del álbum                                                                                               | US Country                    | US Heat                       | US Folk                       | Ventas                  |
| ------------------------------------------------------ | --- | ----------------------------- | ----------------------------- | ----------------------------- | ----------------------- |
| No queda lugar para irse                               | - Lanzamiento: agosto de 2006 - Etiqueta: Beverly Martel - Formato: CD                                           | —                             | —                             | —                             |                         |
| Brilla en un día lluvioso                              | - Lanzamiento: 7 de octubre de 2016 - Sello: Low Country Sound/ Elektra - Formato: CD, descarga digital, vinilo. | 17                            | 5                             | 16                            | - Estados Unidos: 3.400 |
| Cañón de Providencia                                   | - Lanzamiento: 11 de mayo de 2018 - Sello: Low Country Sound/ Elektra - Formato: CD, descarga digital, vinilo.   | —                             | 2                             | 23                            | - Estados Unidos: 3.400 |
| Mantenlos alerta                                       | - Lanzamiento: 2 de octubre de 2020 - Etiqueta: Treinta Tigres - Formato: CD, descarga digital, vinilo.          | —                             | —                             | —                             |                         |
| Y ahora pasemos a la página. .                         | - Lanzamiento: 28 de enero de 2022 - Etiqueta: Treinta Tigres - Formato: CD, descarga digital, vinilo.           | —                             | —                             | —                             |                         |
| "—" denota lanzamientos que no figuraron en las listas | |                               |                               |                               |                         |

### EP
- Brent Cobb (2012)[3]

### Obras como compositor
| Canción                                      | Año  | Artista             | Álbum                                  |
| -------------------------------------------- | ---- | ------------------- | -------------------------------------- |
| "Blues del portón trasero"                   | 2011 | Lucas Bryan         | Puertas traseras y líneas de bronceado |
| "Sal y baila"                                | 2011 | Banda Joven Eli     | Lanzamiento sin álbum                  |
| "La granja del abuelo"                       | 2011 | Frankie Ballard     | Frankie Ballard                        |
| "La granja del abuelo"                       | 2011 | David uñas          | El sonido de un millón de sueños       |
| "Rockaway (la canción de la silla mecedora)" | 2012 | Kelli Pickler       | 100 pruebas                            |
| "Fin del pavimento"                          | 2012 | pequeña gran ciudad | Tornado                                |
| "Vieja mierda"                               | 2014 | Miranda Lambert     | Platino                                |
| "Quédate toda la noche"                      | 2014 | pequeña gran ciudad | Analgésico                             |
| "No lo hagas"                                | 2014 | Kenny Chesney       | El gran avivamiento                    |
| "Dulce poco a poco"                          | 2016 | Miranda Lambert     | Familia del Sur                        |